# Antoine-Victor Mornac
Pour les articles homonymes, voir Mornac.
Antoine-Victor Mornac, appelé Victor Mornac, est né le 21 vendémiaire an XI (13 octobre 1802) à Laqueuille (Puy-de-Dôme) et mort le 31 décembre 1869 à Léhon (Côtes-du-Nord),, est un bandit français du XIXe siècle.
Véritable bandit devenu personnage légendaire en Auvergne, il a sévi dans le sud des Combrailles dans les années 1840-50 dans les communes de Laqueuille, Herment, Bourg-Lastic, Saint-Sauves-d'Auvergne et Rochefort-Montagne.

## Biographie

### Famille et enfance
Victor Mornac prétendait, à tort, être issu d'une famille noble, ajoutant compter au sein de celle-ci deux chevaliers de Malte et un jurisconsulte, et allant parfois jusqu'à signer Victor de Mornac. Son père, François Mornac, était officier de santé, lui-même fils d'un chirurgien, et avait épousé Marie Tardif, fille d'un riche propriétaire. Outre Victor, le couple eut deux filles Marie Julie née en 1790, Catherine née en 1798, et un autre fils Michel né en 1795.
L'intelligence et l'éducation de Victor font l'unanimité dans les ouvrages qui lui sont consacrés. On prétend qu'il aurait reçu à Clermont une éducation et une instruction soignées qui lui ont permis de devenir instituteur libre à Laqueuille dès 1826. Mais très vite, il se montre bagarreur et prend part à de nombreuses rixes.
Au physique, Mornac fut décrit comme, comparé à la moyenne de ses contemporains, un solide gaillard à la stature puissante (1,77 m), aux épaules larges, aux mains d'étrangleurs, aux jarrets d'acier. Mornac aurait effectivement été un marcheur sans égal, qualité qui lui aurait permis de se forger à plusieurs reprises des alibis et d'ainsi échapper aux poursuites.

### Méfaits
Lors d'une fête patronale, pris de boisson, il cherche querelle à tout le monde et fait un tapage infernal. Deux gendarmes de Rochefort-Montagne s'interposent. Il se débat et les insulte. Il purge alors une peine de deux mois de prison. Cependant, tout dérape à Saint-Sauves le 13 juin 1828, jour où, pris de colère, il blesse fort grièvement l'un de ses collègues instituteur.
Il devient peu à peu la terreur de la contrée et devenu « maître d’école non autorisé », son existence est jalonnée par les vols et les agressions pendant les cinq années durant lesquelles il réussit à échapper à la justice.
Des traques sont organisées sur les communes de Laqueuille et de Saint-Sauves. L’une de ses dites planques est encore visible aujourd’hui au nord du bourg de Laqueuille. La gendarmerie de Rochefort ne connait point de répit et finit par le capturer. En effet, le 3 février 1834, Mornac et sa bande auraient torturé Jean Chanséaume afin qu'il dévoile la cachette de son magot. Chanséaume, à demi-mort, finit par avouer.  Mornac est vite capturé peu après ce méfait et conduit en août 1834 au bagne de Toulon pour purger une peine de 10 ans de travaux forcés et d'où il sort en septembre 1844 .
Au bagne, Mornac aurait fait à deux de ses compagnons un aveu dangereux : « Mes amis, où l’on croit  qu’il n’y a rien, souvent on trouve gras. Sur la fin de 27 ou au commencement de 1828, un soir, ayant été dans un village de ma commune pour y voler un jeune homme, je vis à travers une croisée une jeune fille que je croyais misérable, compter toute seule une pile d’écus. Content d’une si belle découverte, je fus aussitôt frapper à sa porte en l’appelant par son nom. De suite elle se lève, dépose son argent dans une gamelle en bois sur son lit, et vient m’ouvrir la porte. Moi, sans autre forme de procès, en entrant, je la prend au gosier, je l’étrangle et prends la gamelle qu’elle avait mise sur son lit. Vous ne le croiriez pas, il y avait 700 francs et deux pièces d’or de 40 francs. La justice fit de grandes perquisitions, mais inutilement; alors on ne me croyait pas voleur. Ensuite on crut qu’elle s’était noyée parce que je la portais près d’une rivière. »
Ses deux compagnons de bagne – François Neuton et Gabriel Muget – le dénoncent immédiatement au procureur du Roi de Clermont-Ferrand en juillet 1836 afin d'obtenir un aménagement de peine. Faute de preuves et d'éléments concrets, cette affaire sera classée sans suite.
À sa sortie du bagne, Mornac choisit comme lieu de résidence surveillée Laqueuille, son village natal. Il est étrange de constater que cet homme, qui a payé sa dette envers la société, ne choisisse pas pour s'établir une autre région où il pourrait continuer sa vie. Cela signifie-t-il alors, une volonté de vengeance contre une population qui lui est familière et qui lui faisait porter la responsabilité de tous les maux de la contrée ? À titre anecdotique, en 1848, il pose le drapeau rouge sur le clocher de l’église de Laqueuille ce qui choqua la population locale conservatrice. Marginal, Mornac est un personnage craint et admiré à la fois. Sans aller jusqu'à des actes criminels, il terrifie les personnes, refuse de régler ses repas. Il profite de la peur qu'il inspire aux gens pour les aborder de diverses façons, profitant de leurs chevaux, de leur argent, en un mot de leur crainte. Il procède souvent sans violence, jouant seulement sur sa terrible réputation. La population de cette région au milieu du XIXe siècle est essentiellement composée de paysans, de marchands de bestiaux et d'aubergistes. La caractéristique commune de ces personnes est leur faible niveau d'instruction. L'isolement est accentué par la difficile communication entre Clermont-Ferrand et les alentours. Le climat continental de cette région forgeait le caractère simple et farouche de ses habitants.
Le 28 septembre 1849, le nommé Jean Barrier, marchand de bestiaux à Herment, se rend à Montferrand où se tient une foire. Il obtient un acompte de 200 francs. Après avoir déjeuné dans une auberge de Clermont, il vide encore quelques verres dans deux ou trois cafés de la ville. Au moment de régler ses consommations, il sort une bourse en cuir bien rebondie puis quitte Clermont aux alentours de 2 heures pour se rendre à Murat-le-Quaire. Sur son trajet, il soupe dans une auberge au col de la Moreno et rencontre un de ses amis. Ce dernier déclare qu'il est trop tard et qu'il vaut mieux que Barrier reste dormir sur place. Un inconnu – un costaud – se mêle à la discussion et dit qu'il connait à Rochefort-Montagne un aubergiste. Barrier part avec l'inconnu.
On le retrouve le lendemain à l'aube, gisant, grièvement blessé, au fond d'un fossé près du village de Villejacques sur la commune de Saint-Bonnet-près-Orcival, son argent disparu. Il prétend dans un premier temps s'être fait cela tout seul. Sous la pression de ses proches, il désigne Mornac comme l'inconnu de l'auberge et son assassin avant de décéder.
À la suite des affaires de vols et meurtres de Jean Barrier et de Marien Bony, retrouvé agonisant dans un fossé de Laqueuille le lendemain d'une soirée arrosée chez Mornac, Mornac est à nouveau condamné le 8 août 1852 cette fois-ci à perpétuité. Mornac échappe sans doute à la peine de mort grâce à de nombreuses circonstances atténuantes : des certificats médicaux de médecins concluant à une mort accidentelle à la suite d'une chute pour Bony ainsi que des témoignages peu crédibles de la part de certains témoins.
Il est « détaché de la chaîne » le 19 octobre 1862 et mis à la disposition de Monsieur le Maire de la ville de Toulon pour être transféré comme sexagénaire dans une maison de force conformément à l'article 5 de la loi du 30 mai 1854 instaurant la « retraite » à 60 ans pour les bagnards. Le concernant, il est transféré à la forteresse de Belle-Ile-en-Mer le 15 décembre 1862, y séjourne 7 ans avant d'être déclaré aliéné mental puis transféré à l’asile de Léhon où il décède à l’âge de 68 ans le 31 décembre 1869.

## La légende
Mornac a tellement marqué les esprits et provoqué la terreur que dans le langage populaire la formule « que Dieu vous garde de Mornac » était de mise pour souhaiter bonne route aux voyageurs. Les mères auvergnates, quant à elles, racontaient à leurs enfants, pour les tenir sages, des histoires où Mornac remplaçait le loup.

## Dans la culture populaire
En 1892, un journaliste du Moniteur du Puy-de-Dôme nommé Joseph Maréchal publia sous le pseudonyme de Jean de Champeix Les Exploits de Mornac. Dans cet ouvrage l'auteur semble éprouver à l'égard du bandit une certaine indulgence car il atténue quelques méfaits (notamment le meurtre de la jeune fille devenu, sous la plume de Champeix, une vieille demoiselle avare prête à crever pour son or et que Mornac tue presque à contrecœur). Il lui prête aussi des sentiments amoureux.
 
Il récidivera littérairement en donnant une suite - cette fois-ci purement romanesque - La fille de Mornac en 1893.
 
Une pièce fut également écrite et connut un franc succès à Clermont-Ferrand en 1895.
 
En 1980, à Tauves, le spectacle Mornac t'iras voir Satan fut un grand succès. 

Jean Anglade, Aimé Coulaudon font aussi allusion, au cours d'un point d'histoire, à ce bandit. 

Une bande dessinée intitulée Sur la trace du méchant Mornac.
En 2015 le groupe de « folk festif auvergnat » Wazoo publie une chanson intitulée Mornac, chantant la vie du brigand.
En 2018 le groupe de Black Metal Aorlhac sort le morceau 1802-1869| Les méfaits de Mornac sur l'album L'esprit des vents.

## La complainte de Victor Mornac
Merci de procéder au transfert en conservant l'historique. 
Comme Cartouche et Mandrin, Mornac eut droit à sa complainte. Elle est due à Marchal, parolier du XIXe siècle : 
Victor Mornac monstre exécrable

Couvert d’un voile assassin,

Comment te peindre assez coupable,

La plume s’y refuse enfin.

Dans les montagnes de l’Auvergne

Régnaient la terreur et l’effroi.

Et jusqu’aux plaines de la Limagne

Ton nom mettait tout en émoi.

 

Déjà, dans l’âge de l’enfance,

Le crime lui était familier ;

Mais il fallait à sa vengeance

Des victimes à dépouiller.

Pour arriver avec hardiesse

Aux victimes de ses larcins

Il employait avec adresse

Toutes les ruses de l’assassin.

L’éducation lui fut donnée

Pour répandre les bienfaits ;

Mais lui, changeant la destinée,

La souilla par tous ses forfaits.

Et bien souvent à son école

Des malheureux se sont perdus,

Car les dangers de la parole

Au bien souvent sont confondus.

Sa barbarie, son air féroce

Se cachaient déjà dans son sein,

Pour faire le mal, son âme atroce

Savait en cacher le dessein.

La justice qui toujours veille

Et qui frappe tous les méchants

En attendant qu’il se révèle

Le condamne pour dix ans

Sorti du bagne, ce misérable

Dans son pays vint apporter

L’effroi que son nom détestable

Déjà venait de mériter

Tous les habitants des montagnes

Craignaient ce forçat libéré,

Et jusqu’aux plaines de la Limagne

Partout ce nom est abhorré !

Sa force était incomparable

Et son regard était sanglant,

Et sa rage si effroyable

Qu’on ne l’abordait qu’en tremblant.

Chacun pliait sous la puissance

De ce monstre prédestiné

Car les effets de sa vengeance

C’était d’en être assassiné.

Ce criminel que l’on redoute,

La nuit, marchant furtivement

Assassine sur une route

L’infortuné Barrier d’Herment.

Après ce crime épouvantable,

Lui prend son or et son argent ;

La fuite lui cache le coupable

Aux yeux de tous les braves gens.

Ce crime était dans les ténèbres

Et tout le monde consterné

Quand tout à coup les cris funèbres

Nomment Bony assassiné.

Devant ce corps vénérable

On est saisi d’indignation,

chacun désigne le coupable

Et réclame la punition.

L’infâme enfin de tous ses crimes

Va recevoir le châtiment,

Les ombres de toutes ses victimes

Apprêtent déjà son tourment.

Quand la Justice Divine

Toujours sublime en ses décrets

Laisse au remords qui domine

Celle des hommes rend ses arrêts.

Chacun tremblait pour l’existence

D’un père, d’un frère ou d’un époux

Mais du jury la sentence

Ramène le calme à tous.

Et la terreur de la contrée

Au bagne va finir ses jours

Et les preuves sont démontrées

Que Justice se fait toujours.

Morale

Ô nos enfants, de l’infamie

Gardez-vous de tâcher vos fronts

Et que jamais, dans votre vie,

Vous rougissiez de tels affronts.

À Dieu soyez toujours fidèles

La religion défend l’honneur

Et elle donne à ses modèles

Le calme, la paix, le bonheur.